# 源兼資
源 兼資（みなもと の かねすけ）は、平安時代中期の貴族。文徳源氏、参議・源惟正の三男。官位は正四位下・左馬権頭。

## 経歴
近江掾を経て叙爵（従五位下）する。
治部輔を務めたのち、薩摩守として受領に転じ、治績を以て昇叙された。その後は、頻りに美濃国司に任ぜられ、長徳年間に伊予守を務めた。伊予国では前任国守の藤原知章の頃に疫病が蔓延して人々が死亡したため田畝が減少していたが、兼資の統治により亡弊の噂は特に聞こえなかったという。伊予守の任期が満了して京に戻ると、伊予の諸郡の郡吏らが上洛して、兼資の治能をもって重任を請ったという。伊予守在任中に左馬権頭を兼ねている。
長保4年（1002年）7月の末から寝食が通常を失い、左馬権頭の辞職を請って許される。8月6日の辰刻に出家し、同日の巳刻に卒去。享年43。最終官位は前左馬権頭正四位下。

## 官歴
注記のないものは『権記』による。
- 時期不詳：近江掾
- 時期不詳：叙爵（従五位下）
- 時期不詳：治部輔
- 時期不詳：薩摩守
- 時期不詳：美濃守
- 長徳2年（996年） 3月：見左馬権頭兼伊予守[4]
- 長保2年（1000年） 正月：去伊予守[5]
- 長保4年（1002年） 8月6日：出家、卒去（前左馬権頭正四位下）

## 系譜
『尊卑分脈』による。
- 父：源惟正
- 母：藤原国章娘
- 妻：藤原穠子 - 藤原為光の娘
- 生母不明の子女
  - 男子：藤原頼仲?[6]
  - 男子：藤原頼兼?[6]
  - 女子：藤原隆家室[7]
  - 女子：源成信室[7]
  - 女子：

『尊卑分脈』では子息に頼仲・頼兼を挙げるが、『権記』では三女はあっても一男も無しとされる。